# Luigi Malipiero (Regisseur)
Luigi Malipiero (* 5. April 1901 in Triest, damals Österreich-Ungarn; † 24. Februar 1975 in Würzburg, Deutschland) war ein deutscher Theaterregisseur und -intendant, Schauspieler, Bühnenbildner, Buchillustrator und Maler.

## Leben
Malipiero wurde in Triest als Kind der baltisch-deutschen Hortense Rosenberg und des italienisch-deutschen Dirigenten und Pianisten Luigi Malipiero geboren, dessen Familie seit dem Jahre 1100 in Venedig lebte. Er war ein Enkel von Francesco Malipiero und ein jüngerer (Halb-)Bruder von Gian Francesco Malipiero und Riccardo Malipiero. Aufgewachsen ist er zunächst in Wien, später in Berlin, wo er die Volksschule besuchte und sich autodidaktisch zum Maler, Schauspieler, Regisseur und Bühnenbildner fortbildete. Vor allem in den 1920er Jahren illustrierte er zahlreiche Bücher. Auch wenn er heute eher für seine Tätigkeiten am Theater bekannt ist, liegt doch ein wesentlicher Schwerpunkt seines Schaffens auch auf der bildkünstlerischen Arbeit, insbesondere seinem frühen zeichnerischen Werk, von dem ein großer Teil der Originale 1943 in Berlin verbrannt ist. 1934 verpflichtete ihn der Intendant am Nordmark-Landestheater in Schleswig-Holstein für 65 Reichsmark als zweiten Bühnenbildner, obwohl Malipiero noch nie eine Bühne von hinten gesehen hatte. Sein Einfallsreichtum, seine Phantasie und sein Fleiß ersetzten jedoch die mangelnden Kenntnisse, so übertrug man ihm bald die Bühnenbilder und Kostüme der wichtigsten Inszenierungen.
1940 kehrte er nach Berlin zurück. Hier wirkte er bis zur Zerstörung des Hauses 1943 als Bühnenbildner an der Staatsoper und ging bis 1943 zu Gastspielen an viele große Theater, so auch mit einigen von ihm ausgestatteten Ballettszenen zu den Mozartfestspielen nach Würzburg. In dieser Stadt, die damals noch im alten Glanz erstrahlte, wollte er sich niederlassen, fand aber keine Behausung. Der Rat von Freunden, sich nach Sommerhausen vor die Tore der Stadt zu begeben, entschied sein weiteres Leben: 1944 ließ er sich dort nieder.
Hier organisierte er Kulturtage auf einer provisorischen Bühne, die so großen Erfolg hatten, dass er 1950 das Torturmtheater gründete, mit 50 Plätzen eines der kleinsten Theater Deutschlands. Er wirkte am Torturmtheater als Schauspieler, Regisseur, Intendant, Bühnenbildner und -maler zugleich und führte im Laufe der Jahre sieben Stücke auf, darunter Johann Wolfgang von Goethes Faust sowie William Shakespeares Sturm und Sommernachtstraum. Vom September 1958 bis März 1960 leitete Malipiero parallel dazu das Kleine Schauspielhaus an der Hundekehle in Berlin, wo er sich in 12 Aufführungen u. a. von Werken von Paul Valéry, Jean Cocteau, Eugène Ionesco, Jean-Paul Sartre, Christopher Fry und George Bernard Shaw wiederum abwechselnd als Regisseur, Schauspieler oder Bühnenbildner betätigte. Dieses kleine „Theater im Grunewald“ wies eine moderne Bestuhlung von Egon Eiermann auf.
„Seine“ Gemeinde Sommerhausen machte er in den 1950er und 1960er Jahren nahezu im Alleingang berühmt. Daneben wirkte Malipiero auch als Schauspieler an einigen Kino- und Fernsehfilmen mit. Zudem verdienten sich zahlreiche junge Theaterleute ihre ersten Sporen an seinem Torturmtheater und auch sein Beispiel des Arbeitens und Wohnens in einem Turm machte Schule bei zahlreichen Künstlern, etwa in der Person seines Schülers Hannes Fabig im nahegelegenen Segnitz. Auch sein Nachfolger als Prinzipal des Torturmtheaters, Veit Relin, machte ihm dies nach, allerdings mit dem Unterschied, dass der sich in seinen eigenen Sommerhäuser Turm einen modernen Aufzug einbauen ließ.
Luigi Malipiero wurde im Sommerhäuser Friedhof beigesetzt.

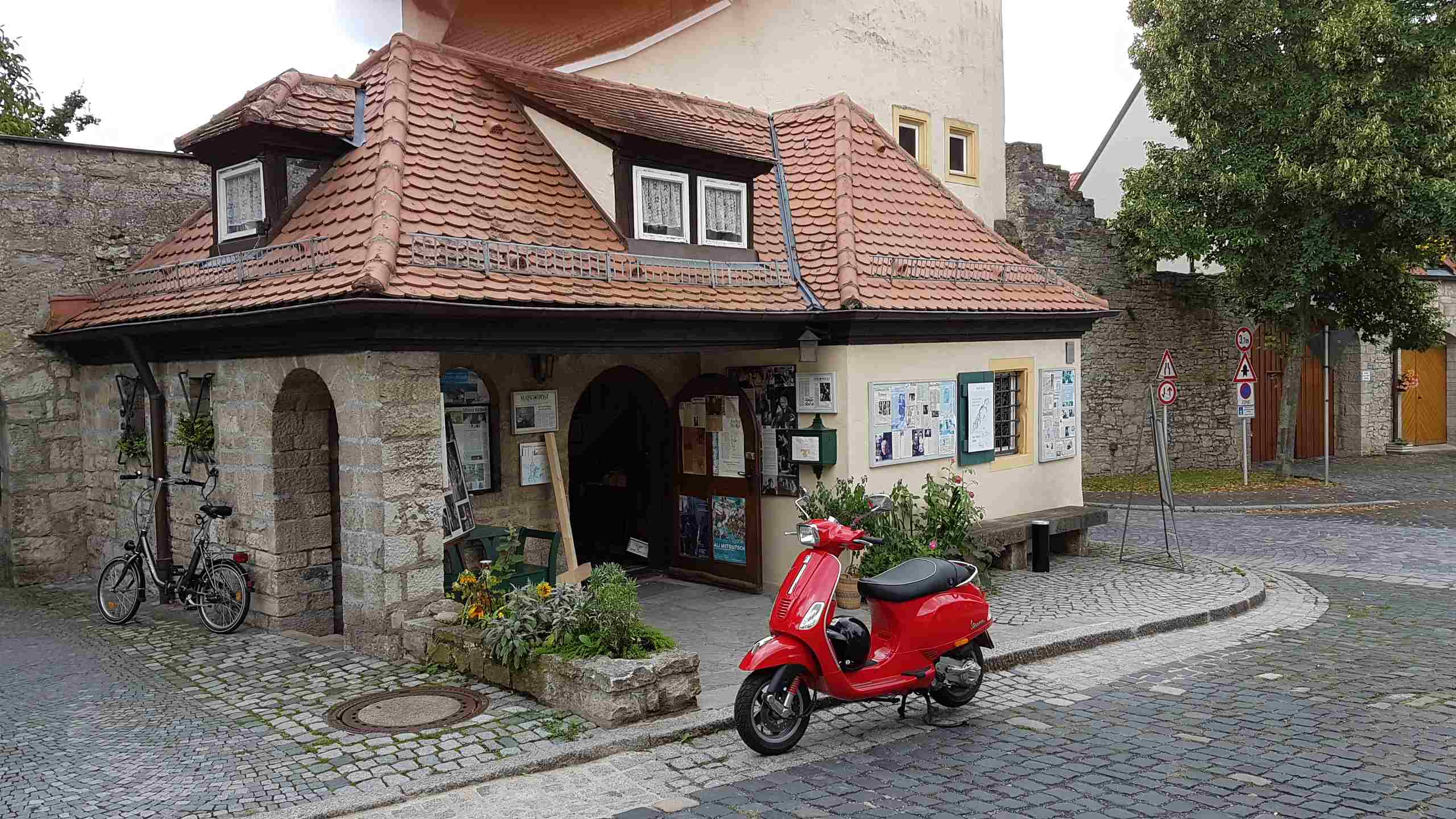
Torturmtheater in Sommerhausen
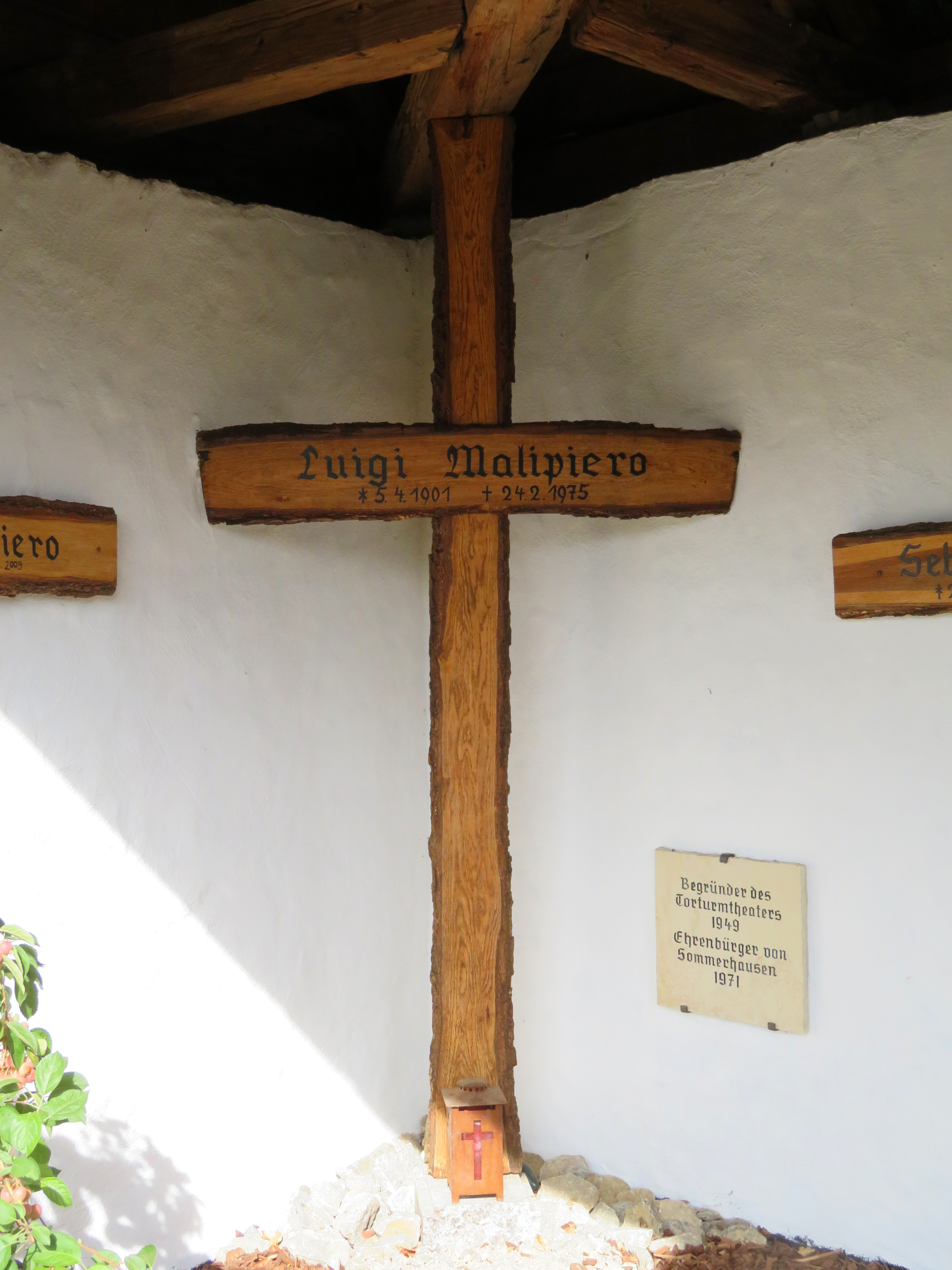
Ruhestätte von Luigi Malipiere im Sommerhäuser Friedhof

## Bewertung
Der frühere Würzburger Oberbürgermeister und Verleger Michael Meisner schrieb in seinem Nachruf: „Seine künstlerische Kraft drückte sich schon in seiner äußeren Erscheinung aus. Wenn er irgendwo auftrat, es mochte in einem Lokal, in einer Ausstellung oder sonstwo sein: Jeder fühlte, hier kommt jemand, der anders ist als du und ich. Als er als junger Mensch das erste Mal in ein Kino ging — es wurde wohl 'Der Student von Prag' gespielt —, war er von einem Schauspieler besonders beeindruckt, dem großen Werner Krauß. Und dann hat er in Berlin keine Theateraufführung versäumt, in der Werner Krauß auftrat, ist schließlich in nähere Beziehung zu ihm getreten und wurde sein bester Freund. Und so hat sich etwas ganz merkwürdiges vollzogen: Sein Antlitz wurde dem von Werner Krauß mit den großen hellen Augen immer ähnlicher. Die letzte öffentliche Darbietung, die er in seinem Torturm veranstaltete, war denn auch eine Werner-Krauß-Ausstellung mit einer ergreifenden Rede von Luigi.“

## Filmografie (Auswahl)
- 1957: Einmal eine große Dame sein
- 1957: Vater sein dagegen sehr

## Ehrungen
Luigi Malipiero war unter anderem Träger des Bundesverdienstkreuzes erster Klasse und des Bayerischen Verdienstordens, der nur an eine beschränkte Anzahl von Personen verliehen wird. Er wurde 1971 Ehrenbürger des Marktes Sommerhausen und erhielt 1973 den Kulturpreis der Stadt Würzburg.

### Von Malipiero
- Prinzessin Turandot. Ballett in zwei Bildern von Luigi Malipiero. Musik von Gottfried von Einem. Bote und Bock, Berlin 1943.
- Malipiero, Luigi (Hrsg.): Fred von Zollikofer – Ausgewählte Werke. Ausgabe zum zehnten Todestag des Dichters. Ein Gedächtnisband. Aegis, Ulm 1947.

### Von Malipiero illustriert
- E.T.A. Hoffmann: Musikalische Novellen. Karl Voegels, Berlin o. J. (1927). (Terra-Bücher Nr. 1).
- Heinrich Heine: Florentinische Nächte. Karl Voegels, Berlin o. J. (Terra-Bücher Nr. 2).
- Jens Peter Jacobsen: Mogens. Karl Voegels, Berlin o. J. (Terra-Bücher Nr. 8).
- Fjodor Michailowitsch Dostojewski: Der Großinquisitor. Karl Voegels, Berlin o. J. (Terra-Bücher Nr. 9).
- Theodor Storm: Immensee. Karl Voegels, Berlin o. J. (Terra-Bücher Nr. 10).
- Karl Stieler: Ein Winteridyll. Karl Voegels, Berlin o. J. (Terra-Bücher Nr. 11).
- Gottfried Keller: Legenden. Karl Voegels, Berlin o. J. (Terra-Bücher Nr. 12).
- Joseph von Görres: Der heilige Franziskus von Assisi. Karl Voegels, Berlin o. J. (Terra-Bücher Nr. 13).
- Helmuth von Moltke: Die beiden Freunde. Karl Voegels, Berlin o. J. (Terra-Bücher Nr. 14).
- Dmitry S. Mereschkowski: Die Liebe ist stärker als der Tod. Die Wissenschaft der Liebe. Karl Voegels, Berlin o. J. (Terra-Bücher Nr. 15).
- Honoré de Balzac: Der Oberst Chabert. Karl Voegels, Berlin o. J. (Terra-Bücher Nr. 16).
- Oscar Wilde: Das Gespenst von Canterville. Karl Voegels, Berlin o. J. (Terra-Bücher Nr. 17).
- Iwan Turgenjew: Visionen. Karl Voegels, Berlin o. J. (Terra-Bücher Nr. 18).
- Nikolaus Gogol: Der Mantel. Karl Voegels, Berlin o. J. (Terra-Bücher Nr. 19).
- Leopold von Ranke: Friedrich der Große. Karl Voegels, Berlin o. J. (Terra-Bücher Nr. 20).
- Wilhelm Hauff: Phantasien im Bremer Ratskeller. Ein Herbstgeschenk an Freunde des Weines. Karl Voegels, Berlin o. J. (Terra-Bücher Nr. 21).
- Edgar Allan Poe: Der Untergang des Hauses Usher. Der Mann der Menge. Das verräterische Herz. Karl Voegels, Berlin o. J. (Terra-Bücher Nr. 22).
- Jean Paul: Leben des vergnügten Schulmeisterlein Maria Wuz in Auenthal. Eine Art Idylle. Karl Voegels, Berlin o. J. (Terra-Bücher Nr. 24).
- Louise von François: Fräulein Muthchen und ihr Hausmeier. Karl Voegels, Berlin o. J. (Terra-Bücher Nr. 25).
- Friedrich Gerstäcker: Die Flucht über die Kordilleren. Karl Voegels, Berlin o. J. (Terra-Bücher Nr. 26).
- Heinrich von Kleist: Die Marquise von O. Karl Voegels, Berlin o. J. (Terra-Bücher Nr. 27).
- Joseph Freiherr von Eichendorff: Das Schloß Dürande. Karl Voegels, Berlin o. J. (Terra-Bücher Nr. 28).
- Ludwig Tieck: Des Lebens Überfluß. Karl Voegels, Berlin o. J. (Terra-Bücher Nr. 30).
- Alfred Mühr: Die Welt des Schauspielers Werner Krauß. Bekenntnisse und Erlebnisse. Brunnen-Verlag Karl Winckler, Berlin (1927, 1928).
- Erich Kraft: Das kleine Haus. J.J.Weber, Leipzig 1937 (Weberschiffchen-Bücherei 25), (Neuausgabe: Der Greif, Wiesbaden 1954)
- Viktor Meyer-Eckhardt: Menschen im Feuer. Begebenheiten aus zwei Jahrtausenden. Die Rabenpresse, Berlin 1939.
- Josef Mühlberger: Die purpurne Handschrift: 3 dalmatinische Novellen. Aegis, Ulm 1947.
- Fred von Zollikofer: Heimkehr. Das Neue Berlin, Berlin 1948.
- Hermann Rossmann: Titanen. Drei Einakter (Shakespeares Tod. König Thoas. Dante und Beatrice). Desch, München u. a. 1955.

### Über Malipiero
- Michael Meisner u. Stadt Würzburg (Hrsg.): Luigi Malipiero. (Künstler und Kunstwerke aus Mainfranken, 4). Würzburg: H. Stürtz, 1966.
- N. N.: Malipiero ist tot. – Würzburg: Mainpost 26. Februar 1975, 1.
- Michael Meisner: Irgendwie war er einzigartig. Das erfüllte Leben von Luigi Malipiero, des Theaters Tausendsasa. – Würzburg: Mainpost 27. Februar 1975, 11.